# Elio Pecora
Elio Pecora (Sant'Arsenio, 5 aprile 1936) è un poeta, scrittore, saggista e critico letterario italiano.

## Biografia
Elio Pecora è nato a Sant'Arsenio (Salerno) nel 1936, dal 1966 abita a Roma. Ha pubblicato raccolte di poesie, racconti, romanzi, saggi critici, testi per il teatro, poesie per i bambini. Ha curato antologie di poesia italiana contemporanea. Ha diretto la rivista internazionale “Poeti e Poesia” fino a giugno del 2024. Ha collaborato per la critica letteraria a quotidiani, settimanali, riviste fra i quali: La Voce Repubblicana, La Stampa-Tuttolibri, Il Mattino, La Repubblica-Mercurio, Reporter, L’Espresso, Tempo Illustrato, Wimbledon, Strumenti critici, Belfagor) e al secondo e terzo programma RAI.

## Opere

### Libri di poesia
- La chiave di vetro, Cappelli, Bologna 1970; Empiria, Roma 2016.
- Motivetto, Spada, Roma 1978 (con uno scritto in quarta di copertina di Sandro Penna e un disegno in copertina di Domenico Colantoni).
- L'occhio mai sazio, Studio d'arte contemporanea, Roma 1984 (con dipinti e disegni di Billie Shanka Fraleigh).
- Interludio, Empiria, Roma 1987 (in copertina una tempera di Fabrizio Clerici, prefazione di Giovanni Raboni).
- Dediche e bagatelle, Rossi & Spera, Roma 1987
- Poesie 1975-1995, Empiria, Roma 1997-1998 (in copertina un disegno di Carlo Cattaneo).
- La società dei poeti, San Marco dei Giustiniani, Genova 2001.
- Per altre misure, San Marco dei Giustiniani, Genova 2001 (con una incisione di Giosetta Fioroni e l’introduzione di Nicola Merola).
- Nulla in questo restare, Il ramo d'oro, Trieste 2003.
- Favole dal giardino, settanta favole in versi, Empiria, Roma 2004 (con un disegno in copertina di Francesco Balsamo).
- Simmetrie, Mondadori (Lo specchio), Milano 2007, 2008.
- La perdita e la salute, quattro miti, Quaderni di Orfeo, Milano 2008.
- Tutto da ridere?, Empiria, Roma 2010 (con un disegno in copertina di Alberto Sorbelli).
- Nel tempo della madre, La vita felice, Milano 2011 (con una nota critica di Gabriela Fantato).
- In margine, congedi e altro, Oedipus, Salerno-Milano 2011 (con una nota critica di Ciro Vitiello).
- Dodici poesie d'amore, Frullini, Pistoia 2012 (con acquerelli di Giorgio Griffa).
- Nel tempo della madre e altre poesie perse e disperse, La Vita Felice, Milano, 2017.
- Rifrazioni, Mondadori (Lo specchio), Milano 2018.
- Nell’aria del mattino (frammenti di un prologo) con immagini di Giulia Napoleone, Il Bulino, Roma, 2019.
- Una poesia, con graffi e colori su carta di Paolo Gubinelli, I Marenghi n. 8, Officina del giorno dopo, Monte Sant’Angelo, 2022.
- Allegro affettuoso, plaquette da una poesia, con una foto di Giuliana Laportella e un aforisma critico di Ugo Magnanti, FusibiliaLibri, Anzio, 2023.
- L'avventura di restare. Poesie 1970-2020, prefazione di Daniela Marcheschi, Crocetti, Milano, 2023.
- Labirinto, Vallecchi, Firenze, 2024.

### Libri di prosa
- Estate (romanzo), Bompiani, Milano 1981.
- Sandro Penna: una cheta follia (biografia), Frassinelli, Milano 1984.
- I triambuli (romanzo breve), Il Pellicano, Catania 1985.
- L'occhio corto (quaranta racconti brevi), Il Girasole, Valverde 1995.
- Queste voci, queste stanze (conversazioni con Paolo Di Paolo), Empiria, Roma 2008.
- La scrittura immaginata (scelta di scritti critici), Guida, Napoli 2009.
- La scrittura e la vita, conversazioni con Francesca Sanvitale, Aragno, Torino 2012.
- Il libro degli amici, Neri Pozza, Vicenza 2017.
- Quasi un diario, Empiria, Roma 2021.

### Teatro
- Alcesti, Roma, Teatro Spazio Uno, regia di Enrico Job, 1984
- Pitagora (edito nei Quaderni del Comune, Crotone 1987), Crotone, regia di Luisa Mariani.
- Prima di cena, (Premio IDI 1987, in "Sipario" 474, gennaio-febbraio 1988), Roma Teatro Belli, regia di Lorenzo Salveti.
- Nell'altra stanza (in "Ridotto" nn. 7-8, agosto-settembre 1989), Roma Teatro Due, regia di Marco Lucchesi.
- Il cappello con la peonia, 1990, Roma Teatro Due, regia di Marco Lucchesi.
- A metà della notte, Todi Festival 1992, regia di Maria Assunta Calvisi, edito da l'Obliquo, Brescia 1990.
- Trittico, Roma Teatro Due, regia di Marco Lucchesi, 1995.
- I testi Prima di cena; Nell'altra stanza; Il cappello con la peonia; Un mattino di giugno sono raccolti in E. Pecora, Teatro, Bulzoni, 2009.
- Sandro Penna una cheta follia (monologo), regista e interprete Massimo Verdastro, Roma e Palermo 2018-19.
- R. J. Wilcock, regista e interprete Pino Strabioli, Roma 2019.
- Tre monologhi. Penna, Morante, Wilcock, Il ramo e la foglia edizioni, 2021.
- Tutto il teatro (a cura di Marco Beltrame), Il Simbolo, 2024.

#### Radiocommedie
- Il giardino, RadioTre, 21 luglio 1996.
- Il segreto di Lucio, RadioTre, 19 ottobre 1997.
- Sandro Penna: una cheta follia, Radio Suite, 21 marzo 2017.

### Libri per l'infanzia
- La ragazza con il vestito di legno e altre fiabe, Frassinelli, Milano 1992.
- Fiabe scelte e riscritte da Lu cunto de li cunti di Giambattista Basile, Mondadori, Milano 2003 (illustrazioni di Paolo Altan).
- La strada delle parole: poesie italiane del Novecento scelte per i bambini e i ragazzi delle scuole elementari, Mondadori, Milano 2003 (con disegni di Fabian Negrin).
- L'albergo delle fiabe e altri versi, Orecchio Acerbo, Roma 2007 (con disegni di Luci Gutierrez).
- Un cane in viaggio: due filastrocche, con disegni di Giuseppe Giacobbe, Orecchio Acerbo, Roma 2011.
- Firmino e altre poesie, con illustrazioni di Mirjana Farkas, Orecchio Acerbo 2014.

### Antologie
- Poesia italiana del Novecento, Newton Compton, Roma 1990.
- Ci sono ancora le lucciole (poesie sugli animali), Crocetti, Milano 2003.
- I poeti e l'amore nel Novecento italiano, Pagine, Roma 2005.
- Il cammino della poesia. Antologia poetica, Pagine, Roma 2013.
- Diapason di voci (quarantadue poeti per Sandro Penna), Il Girasole 1997;
- La strada delle parole (antologia di poesie italiane del Novecento per i bambini delle scuole elementari), con illustrazioni di Fabian Negrin, Mondadori, Milano 2003 e 2016.

### Opere tradotte
Sue poesie sono apparse tradotte, fra le altre lingue, in francese, inglese, rumeno, iugoslavo, arabo, brasiliano, russo, spagnolo.
Sue raccolte di poesia sono state edite in volume in portoghese, in olandese, in inglese, in francese:
- (PT)  Poemas Escolhidos, Quasi, 2008.
- (DE)  Liefdesomheining, a cura di Gandolfo Cascio, Serena Libri, Amsterdam 2011.
- (EN)  Selected poems, Gradiva Publications, New York 2014.
- (FR)  L'attente téméraire, Convivium, Luxembourg 2018.

### Curatele
- Sandro Penna, Confuso sogno, Garzanti, Milano 1980.
- Sandro Penna poeta a Roma, Electa, Milano 1997.

## Programmi televisivi
Ha curato per la RAI (Dipartimento Scuola ed Educazione, Radio per gli Stranieri, Radio 2 e Radio 3) – oltre ad un numero rilevante di recensioni per la prosa e per la poesia, oltre a svariate partecipazioni a tavole rotonde, interviste, interventi vari – numerosi programmi fra i quali:
- Un libro, una regione (venti puntate);
- Il Sud nella letteratura contemporanea (otto puntate);
- Le fiabe italiane nelle raccolte dell''800 (venti puntate);
- Scrittori dimenticati o trascurati del Novecento Italiano (quattordici puntate);
- I poeti e il sogno (dieci puntate);
- I poeti e il mattino (dieci puntate);
- Scienza e letteratura (quattordici puntate);
- Le città e la musica (quattordici puntate).

## Premi e riconoscimenti

### Premi letterari
- 1981 – Premio Città di Enna per il romanzo
- 1984 – Premio Castiglioncello per la biografia
- 1987 – Premio IDI (Istituto del Dramma Italiano) per il teatro
- 1987 – Premio Circe Sabaudia
- 1998 – Premio Matacotta per la poesia
- 1998 – Premio Gatto
- 2001 – Premio Dessì
- 2008 – Premio Internazionale Mondello Ignazio Buttitta
- 2008 – Premio Frascati
- 2008 – Premio Penne
- 2008 – Premio Il Fiore
- 2008 – Premio Cesare De Lollis
- 2008 – Premio Fontevivo
- 2010 – Premio Tagliacozzo
- 2011 – Premio Città di Sant'Elia Fiumerapido
- 2012 – Premio Capitolino Excelence Award
- 2012 – Premio Lionello Fiumi per la traduzione
- 2015 – Premio Fondazione Roma Ritratti di Poesia
- 2017 – Premio Procida Concetta Barra
- 2018 – Premio Laudomia Bonanni
- 2018 – Premio Le Nuvole Teatro
- 2019 – Premio Laurentium
- 2019 – Premio Cilento Poesia
- 2021 – Premio Rivello-Amelia Rosselli
- 2021 – Premio Franco Loi-Ponte di legno
- 2023 – Premio internazionale “Jacques Mühlethaler” 2023 per la pace e i Diritti dell'uomo [1]
- 2024 – Premio Speciale Montale Fuori di Casa 2024 [2]

### Altri riconoscimenti
- 2006 – Laurea ad honorem in Scienze della Comunicazione dell'Università di Palermo, Facoltà di Scienze della Formazione
- Nel 2018 gli è stata dedicata una strada a Sant' Arsenio, sua città natale.

### Onorificenze
- 2017 – Ufficiale dell’Ordine al Merito della Repubblica Italiana, per decreto del Presidente della Repubblica